# Gilles Jullien
Gilles Jullien /ʒil ʒyˈljɛ̃/ (Parigi, 1650 o 1653 – Chartres, 14 settembre 1703) è stato un organista e compositore francese.

## Biografia
La sua vita e la sua formazione sono sconosciute. Sappiamo che conosceva le opere di Guillaume-Gabriel Nivers, di Nicolas Lebègue e di Nicolas Gigault. Malgrado la giovane età, nel 1668 diventa organista titolare della Cattedrale di Chartres, funzione che occuperà per il resto della vita. Alla sua morte, il figlio Jean-François gli succede fino al licenziamento avvenuto il 27 luglio 1709.

## Opere
Lascia un Premier livre d'orgue (Parigi, 1690), contenente otto suite per organo scritte in ognuno dei toni ecclesiastici per un numero totale di ottanta pezzi nella tradizione di Nicolas Lebègue. Questi pezzi carichi di una serenità un po' austera sono destinati, come spiegato nella dedica, all'accompagnamento della liturgia. Le molte fughe a quattro voci e i preludi a cinque voci testimoniano l'abilità contrappuntistica di Jullien.
Scrisse inoltre un Motet de Sainte Cæcille per tre voci, due strumenti e basso continuo, pubblicato alla fine del Livre d'orgue.